# Vnitřní falangeální buňka
Vnitřní falangeální buňky jsou známější jako Deitersovy buňky, pojmenovány byly po německém neuroanatomovi Otto Deitersovi. Stejně jako Hensenovy buňky, vnitřní a vnější pilířové buňky a vnitřní podpůrné buňky, patří do skupiny podpůrných buněk Cortiho orgánu, který se nachází v hlemýždi vnitřního ucha. Vnitřní a vnější vláskové buňky, které se nachází v tunelu Cortiho orgánu, jsou podpírány právě Dietersovými buňkami. 

## Struktura

Vnější vláskové buňky a Deitersovy buňky

Deitersovy buňky se skládají z mikrotubulů a mikrofilament a mají pro ně charakteristický falangeální výběžek. Uspořádání mikrofilament hraje důležitou roli v mikrochemii hlemýždě. Deitersovy buňky tak dokážou předávat mechanické impulsy mezi buňkami a koordinovat posun přilehlých buněk.
Na Deitersových buňkách lze rozpoznávat tři části. První z nich je tělo buňky, které vytváří protáhlý pohárek, na jehož svrchní stranu nasedají vnější vláskové buňky. Celá tato struktura vychází z basiliární membrány Cortiho orgánu. Druhou částí jsou přímé falangeální výběžky. Ty prochází šikmo kolem těla Deitersových buněk a ústí vedle vnějších vláskových buněk, aniž by se jich jakkoli dotýkaly. Třetí částí těchto buněk je hlavička falangeálního výbežku, která vytváří těsné spoje s apikálním okrajem vnějších vláskových buněk na úrovni retikulární laminy.
V Deitersových buňkách se nachází relativně málo buněčných organel – drsné endoplazmatické retikulum, lyzozomy a mitochondrie. V okolí jadérka se zdá být nízká elektronová hustota.

## Iontový metabolismus
ATP dokáže stimulovat uvolnění Ca2+ z vnitřních zásob Deitersových buněk. Tyto kationty pochází z falangeálních výběžků, následně jsou rozšířeny v podobě vlny směrem k buněčnému tělu, což naznačuje přítomnost purinoreceptorů ve falangeálním výběžku.
Když je koncentrace volného vápníku v Deitersových buňkách navýšena, hlavičky falangeálního výběžku se posunou, čímž se zvýší jejich tuhost. K tomuto jevu může docházet díky uspořádanému cytoskeletu skládajícího se z potenciálně kontraktilních proteinů, jako jsou aktinová mikrofilamenta, mikrotubuly a tropomyosin.

## Patologie
Pokud je vnější oblast Cortiho orgánu (vnější vláskové buňky, třetí řada Deitersových buněk a k nim přilehlé Hensenovy buňky) vystavena intenzivnímu zvuku, buňky se posouvají směrem ke středu hlemýždě, což je zároveň doprovázeno snížením jeho citlivosti na zvuk.
Pakliže je ucho příliš vystavováno mechanickým a akustickým podnětům, dochází ke zvýšení intracelulární koncentrace vápníku, což vede k dynamickým stahům sluchového orgánu. Právě Deitersovy buňky vyvolají pohyblivost vnějších vláskových buněk a ohýbání falangeálních výběžků.
Mechanismus stahu Cortiho orgánu vyvolaného příliš hlasitým zvukem může být indukován změnou koncentrace volného intracelulárního vápníku, která vede ke ztuhnutí vnějších vláskových a Deitersových buněk. Tento jev může být ochranným reflexem proti zvukovému traumatu, protože hlasitost přesahující ochranou kapacitu ucha vede k poničení vnějších vláskových buněk.